# Воздушное охлаждение

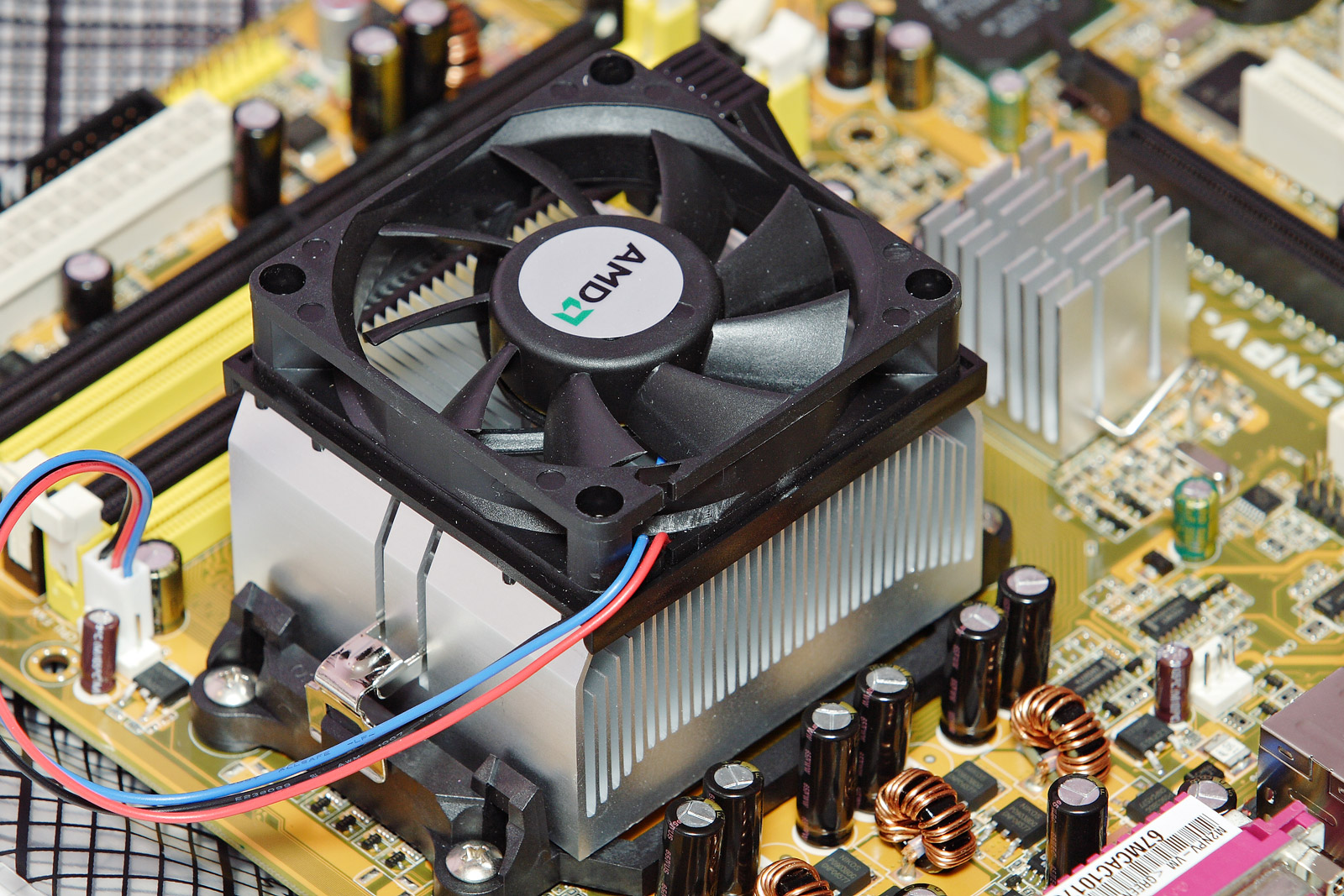
Система воздушного охлаждения (кулер) процессора AMD

Система Воздушного охлаждения — метод охлаждения деталей, узлов и механизмов, подвергающихся нагреву (таких как ДВС, ТЭД, полупроводниковые приборы и т. д.), потоком воздуха.

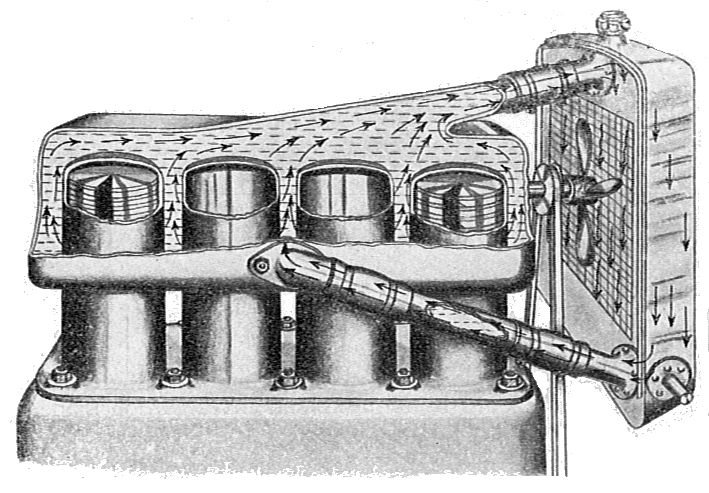
Система охлаждения двигателя внутреннего сгорания в разрезе.

## Основная информация
См. также: Отопление, вентиляция и кондиционирование
Система Воздушного охлаждения — это способ рассеивания тепла. Он работает за счёт расширения площади поверхности или увеличения потока воздуха над охлаждаемым объектом, или и того, и другого. Примером первого является добавление рёбер охлаждения к поверхности объекта, либо путём их объединения, либо путем их плотного крепления к поверхности объекта (для обеспечения эффективной передачи тепла) прижатием или через термоинтерфейс. В последнем случае эффект достигается либо при помощи радиатора либо в паре с вентилятором (кулером), вдувающем воздух на объект, который нужно охладить. Добавление ребер к радиатору увеличивает его общую площадь поверхности, что приводит к повышению эффективности охлаждения. В воздушном охлаждении используются два типа охлаждающих прокладок: одна-медовая расчёска (гребень), а другая — excelsior.
В любом случае воздух должен быть холоднее, чем объект или поверхность, с которой ожидается отвод тепла. Это связано со вторым законом термодинамики, который гласит, что тепло будет самопроизвольно перемещаться только из горячего резервуара (теплоотвода) в холодный резервуар (воздух).

## Преимущества
- Воздушное охлаждение не требует присутствия охлаждающей жидкости, что позволяет облегчить вес конструкции и сэкономить воду, которую, порой, используют для жидкостного охлаждения.
- Воздушное охлаждение позволяет охлаждать объекты не нарушая их структурной целостности.
- Дешевле в установке требует меньше обслуживания, чем жидкостное охлаждение.

## Недостатки
- Более сложное проектирование в целом;
- отсутствие возможности простого масштабирования системы охлаждения в зависимости от мощности модификации двигателя;

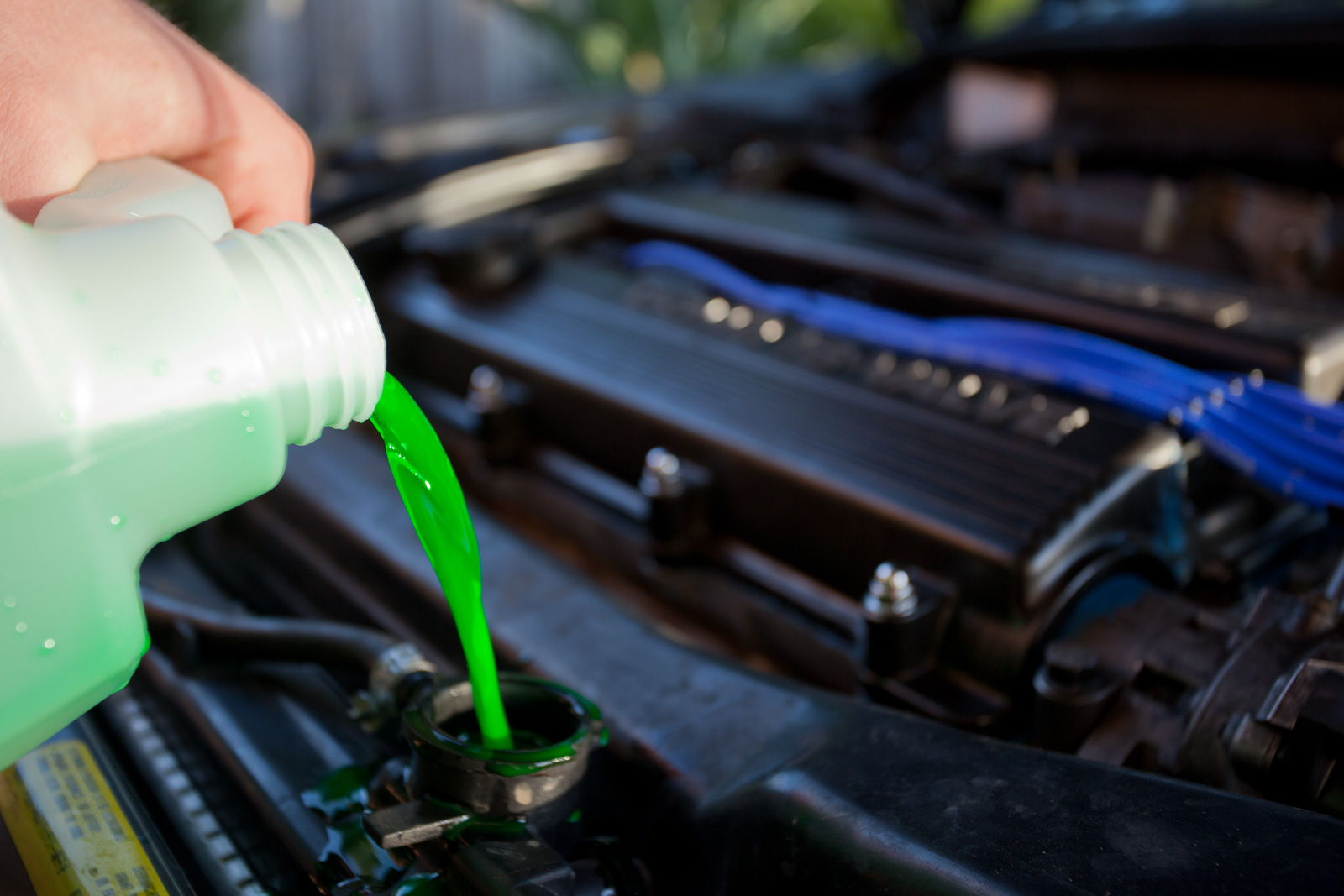
Охлаждающая жидкость заливается в радиатор автомобиля.

- Охлаждающая жидкость заливается в радиатор автомобиля.меньшая приспособленность к технологичному массовому производству;
- затруднительно полезное использование отводимого тепла;
- более высокий шум под нагрузкой по сравнению с жидкостным охлаждением;
- большие потери мощности на систему охлаждения;
- потребность в более дорогом (высокосортном) масле и больший (при прочих равных) его угар из-за более высокой температуры стенок цилиндров.

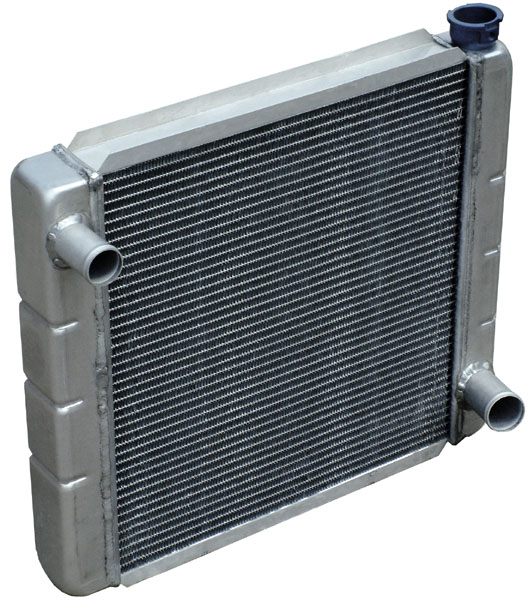
Автомобильный радиатор отдельно. Видно места крепления патрубков.

## Примеры использования воздушного охлаждения
Воздушное охлаждение применяют, например, в огнестрельном оружии. Примеры оружия с воздушным охлаждением — это Браунинг М1919, ППШ-41, MP-18, ППД, MG 34, Sterling L2, STEN, Suomi M/31 и так далее.
Данный метод охлаждения также используют в двигателях. Один из подобных двигателей — это Pratt & Whitney R-4360. Воздушное охлаждение двигателя внутреннего сгорания представляет собой свободно обдуваемую воздухом рубашку цилиндра. Это позволяет отводить и рассеивать большую часть тепла двигателя по типу радиатора. Используется в авиа- и автомобилестроении.
В быту наиболее частым применением для воздушного охлаждения является терморегуляция персональных компьютеров (процессор, видеокарта, оперативная память, дроссели мат. плат и т. п.). Также применяется для теплоотвода от компонентов силовых цепей и уменьшения градиента температур внутри блоков.